# Dzień Języka Erzja
Dzień Języka Erzja (erzja Erzjan Kelen Chi) – święto poświęcone językowi erzja, obchodzone 16 kwietnia. Zostało ustanowione w 1993 roku. Obchodzone jest głównie w Mordowii, ale także w innych rejonach Rosji i poza nią.
Święto języka erzja (szerzej może być również postrzegane jako święto Erzjan) zostało ustanowione w 1993 roku z inicjatywy fundacji na rzecz ocalenia języka erzja. Obchodzone jest 16 kwietnia, w dzień urodzin Anatolija Riabowa, twórcy łacińskiego alfabetu języka erzja. Obchodzone jest głównie w Mordowii, w mniejszym zakresie również w innych rejonach Rosji, w których występuje diaspora posługująca się językiem erzja, m.in. w Tatarstanie, Baszkirii, Czuwaszji, w obwodach orenburskim, penzeńskim, samarskim, saratowskim i uljanowskim, a także poza granicami kraju, np. w Estonii. Szacuje się, że liczba użytkowników języka na początku XXI wieku wynosiła około pół miliona. Celem organizacji święta jest popularyzacja języka i zwrócenie uwagi na jego zanikanie. W ramach obchodów Dnia Języka Erzja organizowane są m.in. występy artystyczne, wystawy, zebrania, koncerty muzyki tradycyjnej, degustacje potraw narodowych, jarmarki, itp.